# Prionomastix wonjeae
Prionomastix wonjeae är en stekelart som beskrevs av Mbondji 1984. Prionomastix wonjeae ingår i släktet Prionomastix och familjen sköldlussteklar.
Artens utbredningsområde är Kamerun. Inga underarter finns listade i Catalogue of Life.